# Šrimpf
Šrimpf je priimek več znanih Slovencev:
- Franc Šrimpf (1924—1999), pisatelj, prevajalec, novinar
- Katarina Šrimpf Vendramin (*1985), etnologinja, folkloristka
- Marjan Šrimpf (*1947), novinar, urednik informativnega programa TVS/TV Maribor; režiser dokumentarist (potopisni...)
- Rok Šrimpf (*1995), nogometaš, kineziolog
- Urban Šrimpf, prevajalec, prevodoslovec